# 宮崎世民
宮崎 世民（みやざき せいみん、1901年10月17日 - 1985年8月19日）は、日本の政治家。日中友好協会理事長を務めた。
宮崎民蔵の子で、宮崎世龍の実兄、宮崎滔天の甥に当たる。

## 来歴・人物
熊本県出身。熊本県立玉名中学校（1919年卒業）を経て、1924年に東京帝国大学法学部を卒業した。1913年に、孫文が革命成功の謝礼として、熊本県荒尾市の民蔵宅を訪問したときの記念写真に、孫文の隣にいる姿が残されている。『土地農民にかえる』などを翻訳した。
日中友好運動に貢献し、日中友好協会結成に尽力。1963年5月13日に、日中友好協会第13回全国大会で専従の理事長に就任し、17年間その職を務めた。
理事長就任時には、岸内閣・佐藤内閣の反中国政策のために、中華人民共和国との民間交流も断絶していた。
1950年の設立当初から、日中友好協会では、多数の日本共産党員が会員として活動していたが、1966年に宮本顕治と毛沢東の会談が決裂し、日本共産党が日中友好運動において中国との交流を妨害するようになり、1967年2月28日には、東京都文京区にあった善隣学生会館の中国人学生が襲撃され、暴行を加えられるまでに発展した(善隣学生会館事件)。日中友好協会は1966年に分裂したが、分裂後は、日中友好協会（正統）本部に所属した。分裂により打撃を受けた組織の立て直しに尽力したが、ベトナム戦争や中国の文化大革命の影響を受けて、日中友好運動は困難を極めた。たとえば、日中友好協会（正統）本部では、日本共産党（左派）の影響力が強かったが、これに反発した日本社会党系の黒田寿男会長と対立関係になり、黒田寿男会長が別の組織を作って、日中友好協会（正統）本部は再分裂状態になった。このとき、宮崎はどちらの党派にも属していなかったが、これまでの事務所を本部とすることにしたので、日本共産党（左派）側の協会の代表になった。日中友好協会（正統）本部の分裂状態は、1970年10月に北京で開かれた「浅沼前社会党委員長殉難十周年記念祭」で両派の人員が訪中し、中国国務院総理の周恩来の仲介で団結することを話し合い、1971年8月29日に開かれた団結集会を経て、解消された。

## 批判
1966年10月の日中友好協会の分裂後、宮崎が参加した日中友好協会（正統）本部を日中友好協会（脱走派）と呼び、後に正統本部が日中友好協会に名称を戻したことについて、「友好協会」を僭称しているなどとした宮森繁は、彼の言う「正規の」あるいは「自主的勢力」の日中友好協会を離れた、宮崎を含む人士をおしなべて文革礼賛者であると評価し、自主派が真の「日中友好運動」を推進していると主張して、文化大革命やベトナム戦争などの影響を受けて混乱し、また、分裂した日中友好協会（正統）本部の状況を列挙しつつ、宮崎を罵倒している。
宮崎は、1969年3月以降の中友好協会（正統）本部の分裂の原因を、日本共産党（左派）グループに対する反発としているが、日中友好協会が後に出版した書物では、宮崎を含む協会の運営に実権をもっていたグループに対する反発であるとしている。

## 著書
- 『宮崎世民回想録』 青年出版社、1984年